# Verwertungsgesellschaft für Nutzungsrechte an Filmwerken
Die VGF Verwertungsgesellschaft für Nutzungsrechte an Filmwerken mbH (VGF) ist eine deutsche Verwertungsgesellschaft mit Sitz in München und einer Geschäftsstelle in Berlin. Die VGF nimmt die Rechte von deutschen und ausländischen Kinofilmproduzenten, Produzenten anderer Filmwerke sowie Regisseuren von Spielfilmen wahr. 
Die Gründungsgesellschafter der VGF sind mit je 50 % der Verband der Filmverleiher e. V. in Berlin sowie der Produzentenverband e. V. in München.

## Tätigkeitsbereiche
Von der VGF wird insbesondere der Anspruch auf private Vervielfältigung gemäß § 54, § 54a, § 54d Urheberrechtsgesetz (UrhG) wahrgenommen, sowie die Vergütungen für Kabelweitersendungen und für das Vermieten und Verleihen von Videokassetten gemäß § 27 UrhG. 
Die Tätigkeit der VGF unterliegt der staatlichen Kontrolle nach dem Verwertungsgesellschaftengesetz (VGG). Die Aufsichtsbehörde der Verwertungsgesellschaft ist das Deutsche Patent- und Markenamt (DPMA) in München.
Jährlich wird der mit 60.000 Euro dotierte VGF-Preis für Nachwuchsproduktionen verliehen.